# Élections européennes de 1999 en France
Les élections européennes de 1999 en France se sont déroulées le 13 juin 1999.

## Contexte
Ces élections de 1999 sont les secondes depuis la dissolution et les législatives surprises de 1997 qui ont mené la gauche plurielle au pouvoir. Le président Jacques Chirac qui reste affaibli par sa défaite, est toujours contesté par certains membres de son parti comme Philippe Séguin qui s'estime mal soutenu par Jacques Chirac, annonce son départ de la présidence du RPR mais aussi de la campagne pour les élections européennes.
L'universitaire Guy Dhoquois relève que ces élections « ont fait s'accentuer un vieux clivage, transversal par rapport à la division droite-gauche, celui entre les « li-li » ou les « lib-lib », les libéraux-libertaires, plus libéraux que libertaires, et les « bo-bo », les bolcho-bonapartistes, principalement bonapartistes, de gauche et de droite. L'antagonisme personnel entre Daniel Cohn-Bendit et Jean-Pierre Chevènement a illustré ce clivage non négligeable et sans doute essentiel ».

## Sondages
| Sondeur | Dernier jour du sondage | Échantillon | LO-LCR | PCF | Verts | PS-PRG-MDC | MÉI | UDF  | RPR-DL | RPF-MPF | CPNT | MNR | FN  | Autres |
| ------- | ----------------------- | ----------- | ------ | --- | ----- | ---------- | --- | ---- | ------ | ------- | ---- | --- | --- | ------ |
| Sondeur | Dernier jour du sondage | Échantillon |        |     |       |            |     |      |        |         |      |     |     |        |
| Ipsos   | 29 mai 1999             | 1 962       | 6,5    | 7   | 8,5   | 22,5       | 1   | 9,5  | 15     | 14      | 2    | 3   | 6,5 | 4,5    |
| Ipsos   | 18 mai 1999             | 831         | 5,5    | 8   | 7,5   | 25         | 1,5 | 9    | 19     | 10      | 4    | 3,5 | 7   | 0      |
| Ifop    | 15 mai 1999             | 1 956       | NC     | 8,5 | 8     | 22         | NC  | 11   | 17     | 13,5    | NC   | 4   | 6,5 | NC     |
| CSA     | 15 mai 1999             | 1 005       | NC     | 7,5 | 8,5   | 24         | NC  | 29   | 29     | 7,5     | NC   | 4   | 8,5 | NC     |
| Sofres  | 12 mai 1999             | 1 000       | NC     | 8,5 | 7     | 26         | NC  | 10   | 16     | 11      | NC   | NC  | NC  | NC     |
| Ipsos   | 7 mai 1999              | NC          | 6,5    | 8,5 | 6,5   | 25         | 2   | 9,5  | 19     | 11      | 3    | 3   | 6   | –      |
| Ipsos   | 30 avril 1999           | 827         | 5      | 8,5 | 8     | 24         | 2   | 11   | 18     | 12      | 3    | 3   | 5,5 | 0      |
| CSA     | 24 avril 1999           | 1 009       | 5,5    | 8,5 | 8,5   | 24         | 2   | 9,5  | 19,5   | 8       | 2    | 6   | 6,5 | –      |
| Ipsos   | 20 avril 1999           | NC          | 6      | 9   | 8     | 24         | 2   | 10   | 16     | 13      | 3    | 3   | 6   | –      |
| BVA     | 17 avril 1999           | 1 101       | NC     | NC  | 10    | 24,5       | NC  | 8    | 20     | 9       | NC   | NC  | NC  | NC     |
| Ipsos   | 22 janvier 1999         | NC          | 5      | 9   | 10    | 27         | NC  | 27   | 27     | 11      | NC   | 4   | 7   | NC     |
| Ipsos   | 22 décembre 1998        | 1 975       | 6      | 8,5 | 9     | 24         | NC  | 29,5 | 29,5   | 9       | NC   | 4   | 10  | NC     |
| BVA     | 21 novembre 1998        | 982         | 6      | 8   | 7     | 28         | NC  | 33   | 33     | 4       | NC   | NC  | 12  | NC     |
| CSA     | 19 novembre 1998        | 1 004       | 6,5    | 8,5 | 9     | 24         | NC  | 30   | 30     | 6       | NC   | NC  | 16  | NC     |
| Ifop    | 5 septembre 1998        | 937         | NC     | 7   | 7     | 28         | NC  | 25   | 25     | 8       | NC   | NC  | 15  | NC     |

## Résultats
| Tête de liste                                                                          | Tête de liste               | Liste                    | Voix       | %     | Élus | +/-           |  |
| -------------------------------------------------------------------------------------- | --------------------------- | ------------------------ | ---------- | ----- | ---- | ------------- |  |
|                                                                                        | François Hollande           | PS - MDC - PRG           | 3 874 395  | 21,95 | 22   | 6             |  |
| Construisons notre Europe                                                              |                             |                          | 3 874 395  | 21,95 | 22   | 6             |  |
|                                                                                        | Charles Pasqua              | RPF - MPF - RPR diss.    | 2 304 633  | 13,05 | 13   | en stagnation |  |
| Rassemblement pour la France et l'indépendance de l'Europe                             |                             |                          | 2 304 633  | 13,05 | 13   | en stagnation |  |
|                                                                                        | Nicolas Sarkozy             | RPR - DL - GE            | 2 263 825  | 12,82 | 12   | 2             |  |
| L'union pour l'Europe, l'opposition unie avec le RPR et Démocratie Libérale            |                             |                          | 2 263 825  | 12,82 | 12   | 2             |  |
|                                                                                        | Daniel Cohn-Bendit          | LV                       | 1 715 808  | 9,72  | 9    | 9             |  |
| L'écologie, Les Verts, Daniel Cohn-Bendit et Dominique Voynet                          |                             |                          | 1 715 808  | 9,72  | 9    | 9             |  |
|                                                                                        | François Bayrou             | UDF                      | 1 639 049  | 9,28  | 9    | 5             |  |
| Avec l'Europe, prenons une France d'avance                                             |                             |                          | 1 639 049  | 9,28  | 9    | 5             |  |
|                                                                                        | Robert Hue                  | PCF                      | 1 196 557  | 6,78  | 6    | 1             |  |
| Bouge l'Europe !                                                                       |                             |                          | 1 196 557  | 6,78  | 6    | 1             |  |
|                                                                                        | Jean Saint-Josse            | CPNT                     | 1 196 141  | 6,78  | 6    | 6             |  |
| Chasse Pêche Nature Traditions                                                         |                             |                          | 1 196 141  | 6,78  | 6    | 6             |  |
|                                                                                        | Jean-Marie Le Pen           | FN                       | 1 005 345  | 5,69  | 5    | 6             |  |
| Front National avec Jean-Marie Le Pen, pour une France libre changeons d'Europe        |                             |                          | 1 005 345  | 5,69  | 5    | 6             |  |
|                                                                                        | Arlette Laguiller           | LO - LCR                 | 914 842    | 5,18  | 5    | 5             |  |
| Lutte Ouvrière et Ligue Communiste Révolutionnaire, Arlette Laguiller et Alain Krivine |                             |                          | 914 842    | 5,18  | 5    | 5             |  |
|                                                                                        | Bruno Mégret                | MNR                      | 578 844    | 3,28  | 0    | Nv.           |  |
| Européens d'accord, Français d'abord, Mégret l'avenir                                  |                             |                          | 578 844    | 3,28  | 0    | Nv.           |  |
|                                                                                        | Nicolas Miguet              | RCF                      | 312 558    | 1,77  | 0    | Nv.           |  |
| Moins d'impôts maintenant !                                                            |                             |                          | 312 558    | 1,77  | 0    | Nv.           |  |
|                                                                                        | Antoine Waechter            | MEI                      | 268 373    | 1,52  | 0    | Nv.           |  |
| Écologie, le choix de la vie, liste présentée par le Mouvement Écologiste Indépendant  |                             |                          | 268 373    | 1,52  | 0    | Nv.           |  |
|                                                                                        | Pierre Larrouturou          | USQJ                     | 178 058    | 1,01  | 0    | Nv.           |  |
| Combat pour l'emploi                                                                   |                             |                          | 178 058    | 1,01  | 0    | Nv.           |  |
|                                                                                        | Gérard Maudrux              | VEF                      | 124 569    | 0,71  | 0    | Nv.           |  |
| Vivant Énergie France                                                                  |                             |                          | 124 569    | 0,71  | 0    | Nv.           |  |
|                                                                                        | Benoit Frappé               | PLN                      | 71 549     | 0,41  | 0    | en stagnation |  |
| Liste du Parti de la loi naturelle                                                     |                             |                          | 71 549     | 0,41  | 0    | en stagnation |  |
|                                                                                        | Joseph Jos                  | MLM                      | 4 305      | 0,02  | 0    | Nv.           |  |
| 97.2 : mi ou, mi mwen                                                                  |                             |                          | 4 305      | 0,02  | 0    | Nv.           |  |
|                                                                                        | Marie-Laurence Chanut-Sapin | PH                       | 2 343      | 0,01  | 0    | Nv.           |  |
| Liste du Parti humaniste                                                               |                             |                          | 2 343      | 0,01  | 0    | Nv.           |  |
|                                                                                        | Christian Cotten            | SE                       | 2 199      | 0,01  | 0    | en stagnation |  |
| Politique de vie pour l'Europe, collectif associations citoyennes                      |                             |                          | 2 199      | 0,01  | 0    | en stagnation |  |
|                                                                                        | Guy Guerrin                 | LN                       | 998        | 0,01  | 0    | Nv.           |  |
| Liste de la Ligue nationaliste                                                         |                             |                          | 998        | 0,01  | 0    | Nv.           |  |
|                                                                                        | Jean-Philippe Allenbach     | PF                       | 8          | 0,00  | 0    | Nv.           |  |
| Vive le fédéralisme !                                                                  |                             |                          | 8          | 0,00  | 0    | Nv.           |  |
|                                                                                        |                             |                          |            |       |      |               |  |
| Suffrages exprimés                                                                     | Suffrages exprimés          | Suffrages exprimés       | 17 654 399 | 94,08 |      |               |  |
| Votes blancs ou nuls                                                                   | Votes blancs ou nuls        | Votes blancs ou nuls     | 1 111 679  | 5,92  |      |               |  |
| Total                                                                                  | Total                       | Total                    | 18 766 122 | 100   | 87   | en stagnation |  |
| Abstention                                                                             | Abstention                  | Abstention               | 21 366 010 | 53,24 |      |               |  |
| Inscrits / participation                                                               | Inscrits / participation    | Inscrits / participation | 40 132 132 | 46,76 |      |               |  |

### Liste des élus au Parlement européen
| Parti                   | Parti             | Nom                    | Groupe | Groupe    |
| ----------------------- | ----------------- | ---------------------- | ------ | --------- |
|                         | PS                | François Hollande      |        | PSE       |
| Pervenche Berès         | PS                |                        |        | PSE       |
|                         | MDC               | Sami Naïr              |        | PSE       |
|                         | PRG               | Catherine Lalumière    |        | PSE       |
|                         | PS                | Michel Rocard          |        | PSE       |
| Danielle Darras         | PS                |                        |        | PSE       |
| Georges Garot           | PS                |                        |        | PSE       |
| Marie-Noëlle Lienemann  | PS                |                        |        | PSE       |
| Gérard Caudron          | PS                |                        |        | PSE       |
| Marie-Hélène Gillig     | PS                |                        |        | PSE       |
| Jean-Claude Fruteau     | PS                |                        |        | PSE       |
| Marie-Arlette Carlotti  | PS                |                        |        | PSE       |
| Adeline Hazan           | PS                |                        |        | PSE       |
| Gilles Savary           | PS                |                        |        | PSE       |
|                         | PRG               | Michel Dary            |        | PSE       |
|                         | MDC               | Béatrice Patrie        |        | PSE       |
|                         | PS                | Bernard Poignant       |        | PSE       |
| Martine Roure           | PS                |                        |        | PSE       |
| Olivier Duhamel         | PS                |                        |        | PSE       |
| Catherine Guy-Quint     | PS                |                        |        | PSE       |
| François Zimeray        | PS                |                        |        | PSE       |
| Harlem Désir            | PS                |                        |        | PSE       |
|                         |                   |                        |        |           |
|                         | RPF               | Charles Pasqua         |        | UEN       |
| Philippe de Villiers    | RPF               |                        |        | UEN       |
|                         | DVD               | Marie-France Garaud    |        | NI        |
|                         | RPF               | Georges Berthu         |        | UEN       |
| William Abitbol         | RPF               |                        |        | UEN       |
| Elizabeth Montfort      | RPF               |                        |        | UEN       |
| Isabelle Caullery       | RPF               |                        |        | UEN       |
| Dominique Souchet       | RPF               |                        |        | UEN       |
| Jean-Charles Marchiani  | RPF               |                        |        | UEN       |
| Thierry de La Perrière  | RPF               |                        |        | UEN       |
| Florence Kuntz          | RPF               |                        |        | UEN       |
| Nicole Thomas-Mauro     | RPF               |                        |        | UEN       |
| Paul-Marie Coûteaux     | RPF               |                        |        | UEN       |
|                         |                   |                        |        |           |
|                         | RPR               | Nicolas Sarkozy        |        | PPE-DE    |
|                         | DL                | Alain Madelin          |        | PPE-DE    |
|                         | RPR               | Margie Sudre           |        | PPE-DE    |
|                         | DL                | Françoise Grossetête   |        | PPE-DE    |
|                         | RPR               | Hugues Martin          |        | PPE-DE    |
|                         | DL                | Thierry Jean-Pierre    |        | PPE-DE    |
|                         | RPR               | Joseph Daul            |        | PPE-DE    |
|                         | GE                | Tokia Saïfi            |        | PPE-DE    |
|                         | RPR               | Marie-Thérèse Hermange |        | PPE-DE    |
|                         | DL                | Christine de Veyrac    |        | PPE-DE    |
|                         | RPR               | Roger Karoutchi        |        | PPE-DE    |
|                         | DL                | Hervé Novelli          |        | PPE-DE    |
|                         |                   |                        |        |           |
|                         | LV                | Daniel Cohn-Bendit     |        | Verts/ALE |
| Marie-Anne Isler-Béguin | LV                |                        |        | Verts/ALE |
| Alain Lipietz           | LV                |                        |        | Verts/ALE |
| Hélène Flautre          | LV                |                        |        | Verts/ALE |
| Gérard Onesta           | LV                |                        |        | Verts/ALE |
| Danielle Auroi          | LV                |                        |        | Verts/ALE |
| Didier-Claude Rod       | LV                |                        |        | Verts/ALE |
| Alima Boumediene-Thiery | LV                |                        |        | Verts/ALE |
| Yves Piétrasanta        | LV                |                        |        | Verts/ALE |
|                         |                   |                        |        |           |
|                         | UDF               | François Bayrou        |        | PPE-DE    |
| Nicole Fontaine         | UDF               |                        |        | PPE-DE    |
| Philippe Morillon       | UDF               |                        |        | PPE-DE    |
| Alain Lamassoure        | UDF               |                        |        | PPE-DE    |
| Jean-Louis Bourlanges   | UDF               |                        |        | PPE-DE    |
| Marielle de Sarnez      | UDF               |                        |        | PPE-DE    |
| Janelly Fourtou         | UDF               |                        |        | PPE-DE    |
| Thierry Cornillet       | UDF               |                        |        | PPE-DE    |
| Francis Decourrière     | UDF               |                        |        | PPE-DE    |
|                         |                   |                        |        |           |
|                         | PCF               | Robert Hue             |        | GUE/NGL   |
|                         | DVG               | Geneviève Fraisse      |        | GUE/NGL   |
|                         | PCF               | Yasmine Boudjenah      |        | GUE/NGL   |
| Francis Wurtz           | PCF               |                        |        | GUE/NGL   |
|                         | DVG               | Fodé Sylla             |        | GUE/NGL   |
|                         | PCF               | Sylviane Ainardi       |        | GUE/NGL   |
|                         |                   |                        |        |           |
|                         | CPNT              | Jean Saint-Josse       |        | EDD       |
| Michel Raymond          | CPNT              |                        |        | EDD       |
| Véronique Mathieu       | CPNT              |                        |        | EDD       |
| Yves Butel              | CPNT              |                        |        | EDD       |
| Jean-Louis Bernié       | CPNT              |                        |        | EDD       |
| Alain Esclopé           | CPNT              |                        |        | EDD       |
|                         |                   |                        |        |           |
|                         | FN                | Jean-Marie Le Pen      |        | TDI       |
| Charles de Gaulle       | FN                |                        |        | TDI       |
| Jean-Claude Martinez    | FN                |                        |        | TDI       |
| Bruno Gollnisch         | FN                |                        |        | TDI       |
| Carl Lang               | FN                |                        |        | TDI       |
|                         |                   |                        |        |           |
|                         | LO                | Arlette Laguiller      |        | GUE/NGL   |
| LCR                     | Alain Krivine     |                        |        | GUE/NGL   |
| LO                      | Armonia Bordes    |                        |        | GUE/NGL   |
| LCR                     | Roseline Vachetta |                        |        | GUE/NGL   |
| LO                      | Chantal Cauquil   |                        |        | GUE/NGL   |

### Analyse
C'est la première fois qu'une liste de gauche arrive en tête à l'occasion d'élections européennes en France. Pour François Hollande, premier secrétaire du Parti socialiste, cette échéance est un véritable baptême du feu. Choisi par Lionel Jospin pour lui succéder deux ans plus tôt, il réussit son pari de devancer la liste rivale du RPR. Cet affrontement entre François Hollande et Nicolas Sarkozy est d'ailleurs mis en avant à l'occasion de l'élection présidentielle de 2012 où les deux hommes seront de nouveau opposés.
Pour l'opposition, l'échec est patent. Non seulement la liste RPR est largement distancée, mais elle est également accrochée par le tandem souverainiste De Villiers-Pasqua, qui connaît là son heure de gloire.
Cette élection est également l'occasion pour le centriste François Bayrou de marquer sa différence. À l'occasion d'un débat, il porte clairement la contradiction à son « allié » du RPR, Nicolas Sarkozy. Cette élection marque le début de l'éloignement progressif entre les deux alliés historiques de la droite parlementaire.
De l'autre côté de l'échiquier politique, ce scrutin voit pour la première fois l'élection de députés européens trotskistes dans le cadre d’une union entre Lutte ouvrière (LO) et la Ligue communiste révolutionnaire (LCR).

## Conséquences
Pour la première fois, plus de la moitié des eurodéputés français de droite hors FN (53 %) siège au sein du groupe du Parti populaire européen après ces élections. Philippe Séguin étant opposé à ce que le RPR rejoigne ce groupe à cette occasion, il démissionne de la présidence du parti et se voit remplacé par Nicolas Sarkozy qui indique l'avoir convaincu « de ne pas manifester publiquement son désaccord grâce à un artifice qui permettait aux députés RPR d’adhérer au groupe PPE sans avoir à ratifier la charte du parti lui-même, dont les réminiscences fédéralistes et confessionnelles pouvaient choquer les moins enthousiastes des Européens parmi nous ». Comme le relève Laurent de Boissieu, « le parti néogaulliste adhère finalement en janvier 2001 au parti PPE. Entre 1999 et 2001, le RPR se trouve dans la même situation... et l’année suivante la nouvelle UMP reprendra à son compte cette appartenance ».